# 南美天胡荽
南美天胡荽（学名：Hydrocotyle verticillata）為傘形科天胡荽屬下的一個種。又可稱為銅錢草、金錢草、錢幣草、香菇草、香菇錢，歐洲引進，原產於中美洲，外觀與野天胡荽（学名：Hydrocotyle vulgaris）非常相近。

## 外觀與特性
伞形科天胡荽屬水生植物，在熱帶環境可以繁殖相當快。为挺水生长，沉水叶非常小，仅挺水叶的一半左右，只要剪一段匍匐莖放進水裡就能生長，根和莖可以完全沉於水中，屬於水生植物，葉片可以伸出水面，也可以完全在水中；種植容易，繁殖迅速，水陸兩棲皆可。生長適溫為20～25℃，栽培處以接受80%日照為佳，過度遮陰易徒長，但是要避免春、夏季艷陽照射。走莖發達，莖纖細長，匍匐於地面，常帶紫紅色，節上生根，無毛或稍有毛，節間長出根和葉。葉圓形盾狀，具長柄，波浪緣，狀似銅錢。花為繖形花序二至六朵花排成單一繖花序，花瓣 5 片，雄蕊 5 枚；子房下位；夏秋開黃綠色花。果實為離果，扁圓形。花期全年。銅錢草的葉緣有規則缺裂，好似圓幣，故又有圓幣草、香菇錢或銅錢草等園藝商業名稱。

## 扩展阅读
- 維基物種上的相關：南美天胡荽